# Lars Karlsson (Schachspieler)
Lars Carl-Gustaf Karlsson (* 11. Juli 1955 in Stockholm) ist ein schwedischer Schachspieler.

## Leben
1979 wurde er mit dem Schackgideon ausgezeichnet, einem einmal im Jahr vergebenen Preis des Schwedischen Schachbundes, der nach Gideon Ståhlberg benannt ist. Von Beruf ist Lars Karlsson leitender Lehrer am Stockholmer Schachgymnasium Metapontum. Für die Stockholmer Zeitung Aftonbladet schreibt er die Schachkolumne.

## Erfolge

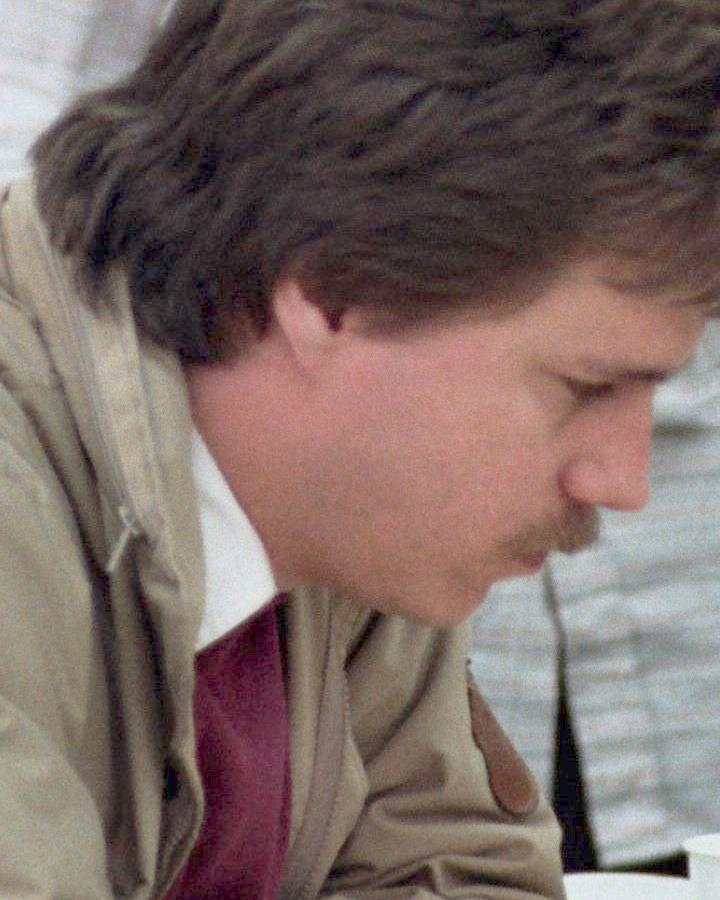
Lars Karlsson, 1982 bei den Dortmunder Schachtagen

Beim Rilton Cup 1977/78 in Stockholm belegte er punktgleich mit dem Sieger den zweiten Platz. Turniere gewann er zum Beispiel 1979 in Malmö, 1980 in Hradec Králové und Silkeborg, 1981 in Esbjerg (North Sea Cup) und Niš, 1982 in Eksjö, 1983 in Helsinki, 1983/84 in Hastings (geteilt mit Jonathan Speelman), 1988 in Kopenhagen und Jönköping, 1989 in Kopenhagen (geteilt), 2005, 2006, 2007 und 2008 in Stockholm sowie 2009 in Barcelona und Sitges. Die schwedische Einzelmeisterschaft konnte er nur ein einziges Mal gewinnen, und zwar 1992 in Borlänge.
Für die schwedische Nationalmannschaft spielte er bei vier Schacholympiaden (1980 an Brett 2, 1982 an Brett 3, 1984 an Brett 2 und 1990 an Brett 3), sowie drei Mannschaftseuropameisterschaften (1980 an Brett 2, 1992 am ersten Reservebrett und 2005 in der zweiten schwedischen Mannschaft an Brett 2) und bei den Nordic Chess Cups 1985 und 1987. Bei letzteren war er besonders erfolgreich: 1985 im finnischen Pohja gewann seine Mannschaft mit ihm am Spitzenbrett den Cup, wobei er noch eine individuelle Goldmedaille für sein Ergebnis von 5,5 Punkten aus 7 Partien am Spitzenbrett erhielt. Dazu gehörten Siege gegen Gerald Hertneck, Simen Agdestein und Curt Hansen. Beim Nordic Chess Cup 1987 in Słupsk belegte Schweden mit Karlsson am Spitzenbrett den dritten Platz.
Vereinsschach spielt er in den 1970er-Jahren für Vällingby SS, in den 1980er-Jahren für Södra SASS und inzwischen seit Jahrzehnten für den SK Rockaden Stockholm, mit dem er 14 Mal die schwedische Mannschaftsmeisterschaft gewinnen konnte: 1992/93, 1993/94, 1994/95, 1995/96, 1996/97, 1997/98, 2000/01, 2003/04, 2004/05, 2007/08, 2008/09, 2013/14, 2015/16 und 2021. Mit dem SK Rockaden Stockholm nahm er außerdem sechsmal am European Club Cup teil, beim European Club Cup 2005 in Saint-Vincent (Aostatal) erhielt er eine individuelle Bronzemedaille für sein Ergebnis von 4 aus 5 am ersten Brett bei einer Elo-Leistung von 2752 mit einem Sieg gegen unter anderem Rainer Polzin sowie Remispartien gegen Lajos Portisch und Étienne Bacrot. In Katalonien spielt er für Sitges.
Den Titel Internationaler Meister erhielt er 1979, den Großmeister-Titel im November 1982. Im Februar 2015 liegt er auf Platz 22 der schwedischen Elo-Rangliste.